# Сенгхенид
Сенгхѐнид (на английски: Senghenydd; на уелски: Senghennydd) е град в Южен Уелс, графство Карфили. Разположен е на около 7 km на северозапад от административния център на графството Карфили и на около 17 km на север от централната част на столицата Кардиф. Добив на каменни въглища в миналото. Населението му е 6696 жители според данни от преброяването през 2001 г.